# Вознесенское (Орловская область)
Вознесе́нское — село в составе Спешнёвского сельского поселения Корсаковского района Орловской области России.
До образования Корсаковского района входило в состав Чернского уезда Тульской губернии.

## География
Находится на западе Корсаковского района. Расположено на возвышенном месте по обоим берегам (бо́льшая часть на левом) реки Студенец примерно в 20 км от райцентра.

## История
Название села происходит от храма Вознесения Господня. Ранее село имело и другие названия: Поддараево — от расположения рядом с Дараевским верхом (оврагом), который, возможно, был назван по фамилии владельца данной местности Дараева (в верховьях реки Студенец и Дараевского верха находились две деревни — Малая и Большая Дараева); Касаткино — по фамилии князя Касаткина-Ростовского Александра Ильича, которому принадлежало это село. В 1859 году в селе насчитывалось 61 крестьянских двора, в 1915 — 74 двора. Время возникновения села и прихода неизвестно. Деревянная приходская церковь находилась в Дараевском урочище. Каменный Вознесенский храм с деревянной колокольней был построен в 1797 году на средства помещицы Анны Денисовны Касаткиной-Ростовской (супруги князя). Приход состоял из самого села, деревень: Вознесенское (в просторечии Кукуевка), Решетов Хутор (Решетово), Студенец (не сущ.) и сельца Образцово. В селе была ярмарка, имелась церковно-приходская школа.

## Население
| 1857 | 1859 | 1915 | 2010 |
| ---- | ---- | ---- | ---- |
| 453  | ↗506 | ↗527 | ↘7   |